# 哈薩斯納
35°16′20″N 0°59′14″W / 35.27222°N 0.98722°W

哈薩斯納（阿拉伯语：‎），是阿爾及利亞的城鎮，位於該國西北部艾因泰穆尚特省，由哈馬姆布哈傑爾區負責管轄，面積86平方公里，2010年人口4,184，人口密度每平方公里49人。